# Australoheros barbosae
Australoheros barbosae är en fiskart som beskrevs av Ottoni och Costa 2008. Australoheros barbosae ingår i släktet Australoheros och familjen Cichlidae. Inga underarter finns listade.